# Who Was in My Room Last Night?
«Who Was in My Room Last Night?» — вступительный трек шестого альбома Independent Worm Saloon американской рок-группы Butthole Surfers. Ремикс-версия, известная как «State or Tot Mix», была выпущена на CD magazine Volume Eight.

## Музыкальное видео
Музыкальное видео было снято режиссёром Уильямом Стобо и аниматорами — Томом Холлераном и Уэсом Арчером. На видео изображен мужчина, который едет в бар, где Butthole Surfers исполняют песню. Он заказывает напиток у бармена (которого играет Фли из Red Hot Chili Peppers) и, выпив его, испытывает некоторые причудливые галлюцинации (в основном с участием официантки бара (которую играет Тереза Каблан), которая изображена как подруга мужчины, медсестра и ряд живых существ, прежде чем он попадает в очевидный несчастный случай и в последний раз его видят падающим в пустоту из мультяшных черепов.
Видео было показано в эпизоде мультсериала «Бивис и Баттхед» «Без смеха».

## Использование
Кавер-версия этой песни была включена в видеоигру 2006 года «Guitar Hero II».
Подвергнутая цензуре версия песни была использована в рекламной кампании Nintendo «Play It Loud!».